# Sargon Wielki
Sargon z Akadu (akad. 𒊬𒊒𒄀 Šar-ru-gi), także Sargon Wielki, w starszych pracach historycznych jako Sargon Starszy – twórca i pierwszy władca Imperium Akadyjskiego, znany z podboju sumeryjskich miast-państw w XXIV i XXIII wieku p.n.e. Był założycielem dynastii akadyjskiej, która rządziła przez około sto lat po jego śmierci, aż do podboju Sumeru przez Gutejów. Sumeryjska lista królów wspomina, że był podczaszym króla Ur-Zababy z Kisz.
Uważa się, że stworzone przez niego imperium obejmowało większość Mezopotamii oraz część Lewantu, okresowo zajmowało również terytoria należące do Hurytów i Elamitów. Rządzone było ze stolicy w Akadzie (do dziś ruiny miasta nie zostały odnalezione przez archeologów).
Sargon pojawia się jako postać legendarna w literaturze okresu nowoasyryjskiego w VIII i VII wieku p.n.e. Tabliczki z fragmentami legendy o jego narodzinach odnaleziono w bibliotece Aszurbanipala w Niniwie.

## Imię

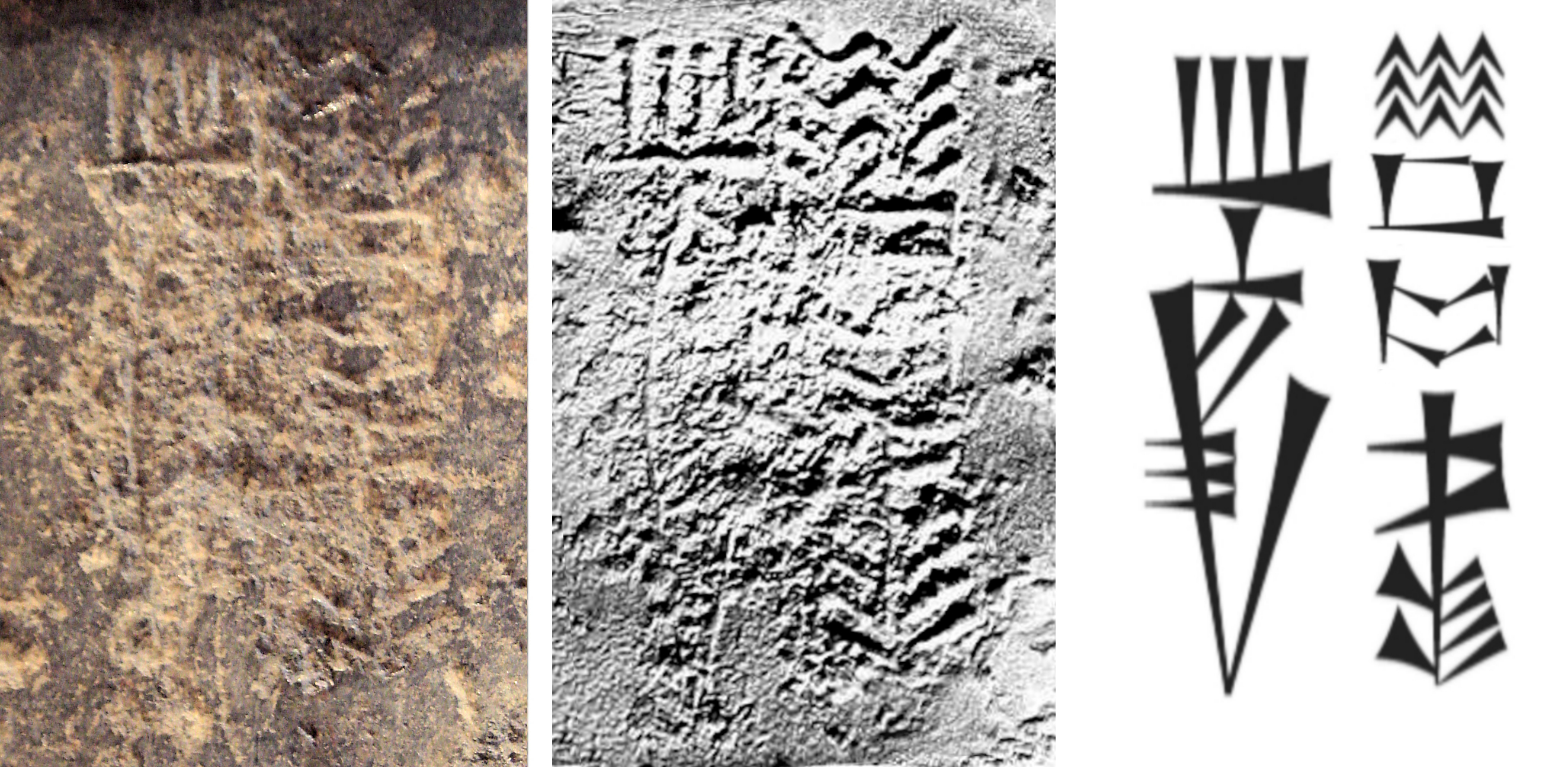
Napis o treści „Król Sargon” (𒊬𒊒𒄀 𒈗 Šar-ru-gi lugal) na steli zwycięstwa Sargona Wielkiego

Imię władcy w języku akadyjskim było zapisywane jako 𒊬𒊒𒄀 (Šar-ru-gi) lub 𒊬𒌝𒄀 (Šar-um-GI). Jego tytulatura brzmiała: „Sargon, król Akadu”, 𒊬𒊒𒄀 𒈗 𒀀𒂵𒉈𒆠 (Šar-ru-gi lugal a-ga-de3ki). Później, w II tysiącleciu p.n.e., w starobabilońskich tekstach odnoszących się do legend o Sargonie, jego imię zostało zapisane jako 𒊬𒊒𒌝𒄀𒅔 (Šar-ru-um-ki-in).

## Chronologia życia i panowania

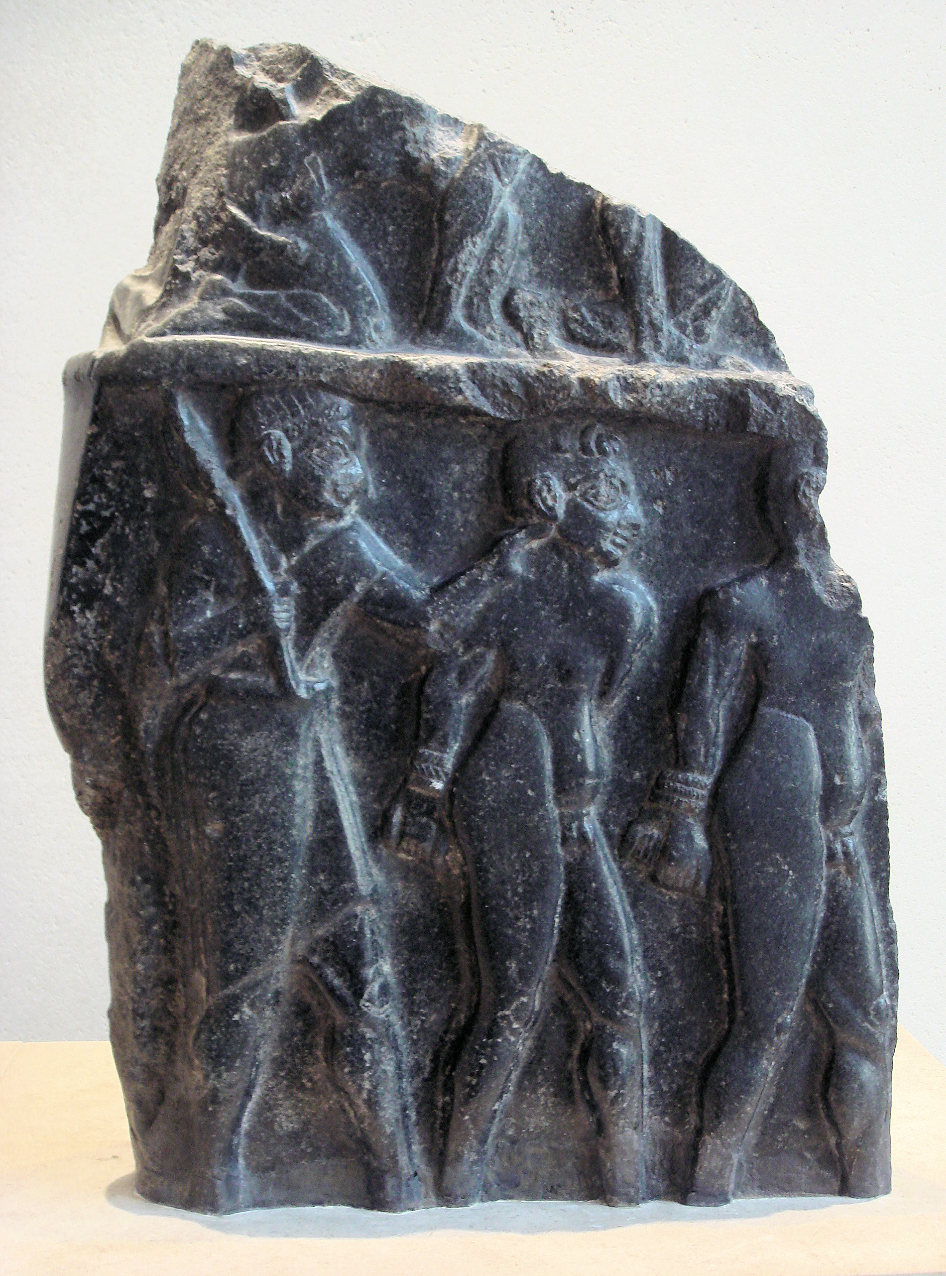
Jeńcy transportowani przez żołnierzy na steli zwycięstwa Sargona, datowanej na ok. 2300 lat p.n.e. Fryzury więźniów są charakterystyczne dla Sumerów (przypominają wizerunki ze sztandaru z Ur)

Zgodnie z zachowanymi kopiami Sumeryjskiej listy królów Sargon Wielki panować miał odpowiednio przez 54 (kopia TL), 55 (kopia L1+N1) lub 56 lat (kopia WB). Okres jego rządów współcześni historycy szacują na lata ok. 2340–2284 p.n.e.

## Historiografia dotycząca życia i panowania Sargona Wielkiego
Sargon stał się przedmiotem wielu historii i legend, opisujących jego dojście do władzy i podbój Mezopotamii, spisanych jednak już w późniejszej literaturze asyryjskiej i babilońskiej. Oprócz takich tekstów istnieje jeszcze wiele inskrypcji opisujących Sargona, aczkolwiek większość z nich jest znana tylko z dużo późniejszych kopii. W Luwrze znajdują się fragmenty dwóch zwycięskich steli Sargona Wielkiego, znalezionych w Suzie (gdzie prawdopodobnie zostały przetransportowane z Mezopotamii w XII wieku p.n.e.).

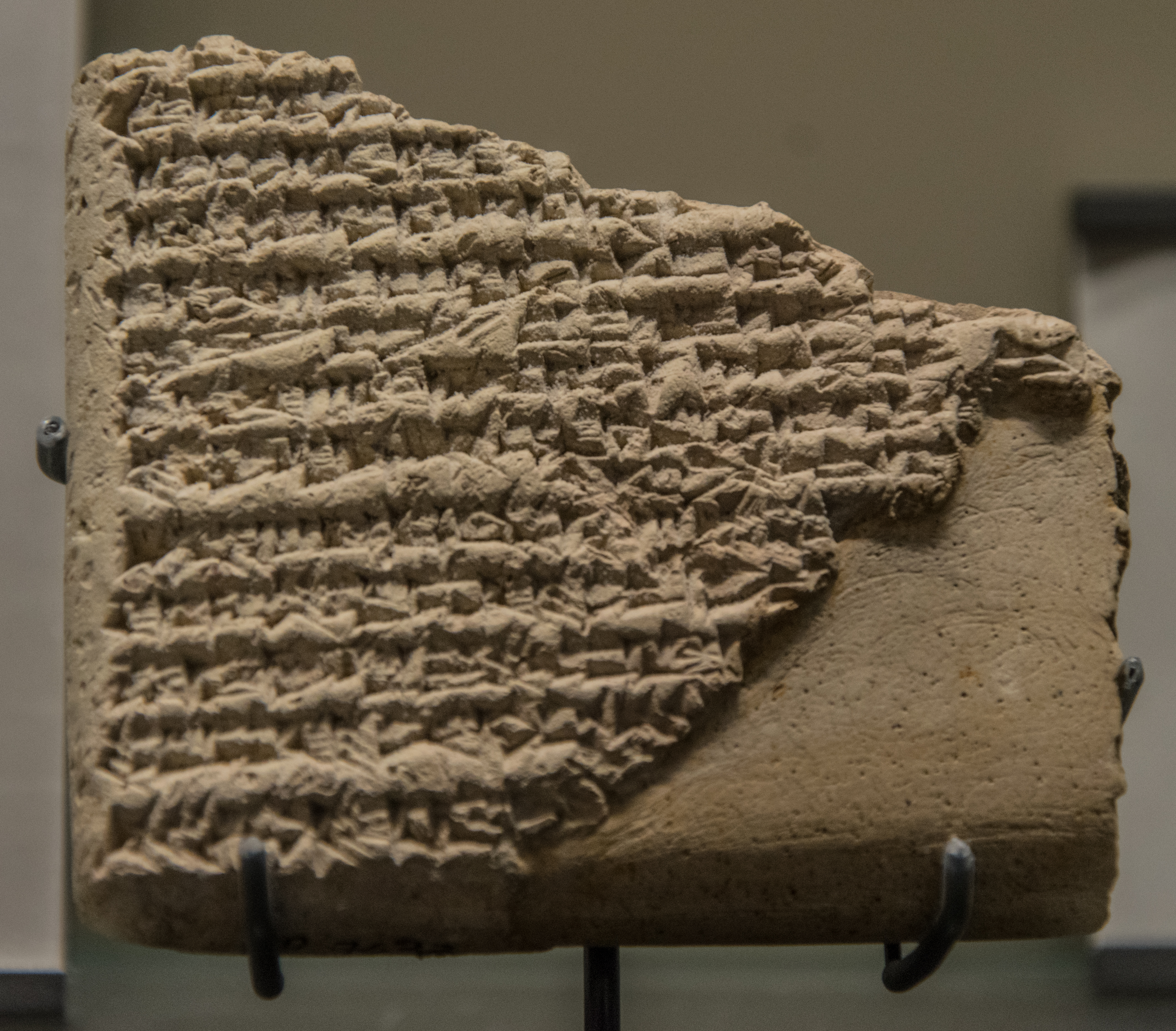
Gliniana tabliczka opisująca legendę o narodzinach Sargona Wielkiego

Wydaje się, że Sargon promował użycie semickiego języka akadyjskiego w inskrypcjach. Często nazywał siebie „królem Akadu”, nie wiadomo jednak czy to on był założycielem tego miasta. Prawdopodobnie w pewnym momencie przejął rządy w Kisz, a później drogą podbojów rozszerzył swoją władzę nad znaczną częścią Mezopotamii. Określał się jako „Sargon, król Akadu, nadzorca Inanny, król Kisz, namaszczony przez Anu, król ziemi (Mezopotamia), namiestnik (ensi) Enlila”.

### Inskrypcja z Nippur
Jednym z najważniejszych źródeł odnośnie do rządów Sargona jest tabliczka z okresu starobabilońskiego odnaleziona w Nippur podczas wyprawy zorganizowanej przez naukowców z Uniwersytetu Pensylwanii w latach 90. XIX wieku. Odnaleziony przedmiot jest kopią inskrypcji umieszczonej prawdopodobnie na cokole posągu wzniesionego przez Sargona w świątyni Enlila.

#### Podbój Sumeru
W owej inskrypcji Sargon świętuje swój podbój miasta Uruk i zwycięstwo nad królem Lugalzagesim, którego sam akadyjski władca poprowadził „w obroży do bramy Enlila”. Dokładny tekst inskrypcji brzmi:

„Sargon, król Akadu, zarządca Inanny, król Kisz, namaszczony przez Anu, król ziemi, namiestnik Enlila: pokonał miasto Uruk i zburzył jego mury, w bitwie pod Uruk wygrał, wziął Lugalzagesiego, króla Uruk w trakcie bitwy i poprowadził go w obroży do bramy Enlila ".

Następnie Sargon podbił Ur i E-Ninmar i „zniszczył” terytorium od Lagasz do morza, a następnie podbił i zniszczył Ummę.

#### Podbój górnej Mezopotamii oraz obszarów aż po Morze Śródziemne
Oddając się kultowi lewantyńskiego boga Dagona, Sargon podbił terytoria Górnej Mezopotamii i Lewantu, w tym miasta Mari, Iarmuti i Eblę. Objął swoją władzą obszar „aż do Lasu Cedrowego (Góry Nur) i aż do Srebrnych Gór (prawdopodobnie Góry Aladagh)” oraz od „górnego morza ”(Morze Śródziemne) do „dolnego morza” (Zatoka Perska). Opisuje to następująca inskrypcja:

„Król Sargon ukłonił się Dagonowi w Tuttul. On (Dagon) dał mu (Sargonowi) Górną Ziemię: Mari, Iarmuti i Eblę, aż do Lasu Cedrowego i Srebrnych Gór”

#### Podboje Elamu i Parahshum
Sargon twierdził również, że jest „Sargonem, królem świata, zdobywcą Elamu i Parahshumu”. Wymienia także różnych władców wschodu, których pokonał.
Sargon Wielki zatriumfował łącznie nad 34 miastami. Statki z Maganu, Meluhhy i Dilmun cumowały przy nabrzeżach portu królewskiej stolicy w Akadzie. Akadyjski władca uregulował w całym swoim państwie sieć kanałów nawadniających, przeprowadził reformę systemu miar i wag. Dysponował stałą armią złożoną z 5400 żołnierzy, którzy „codziennie jedli chleb przed nim”.

## Legenda o narodzinach Sargona

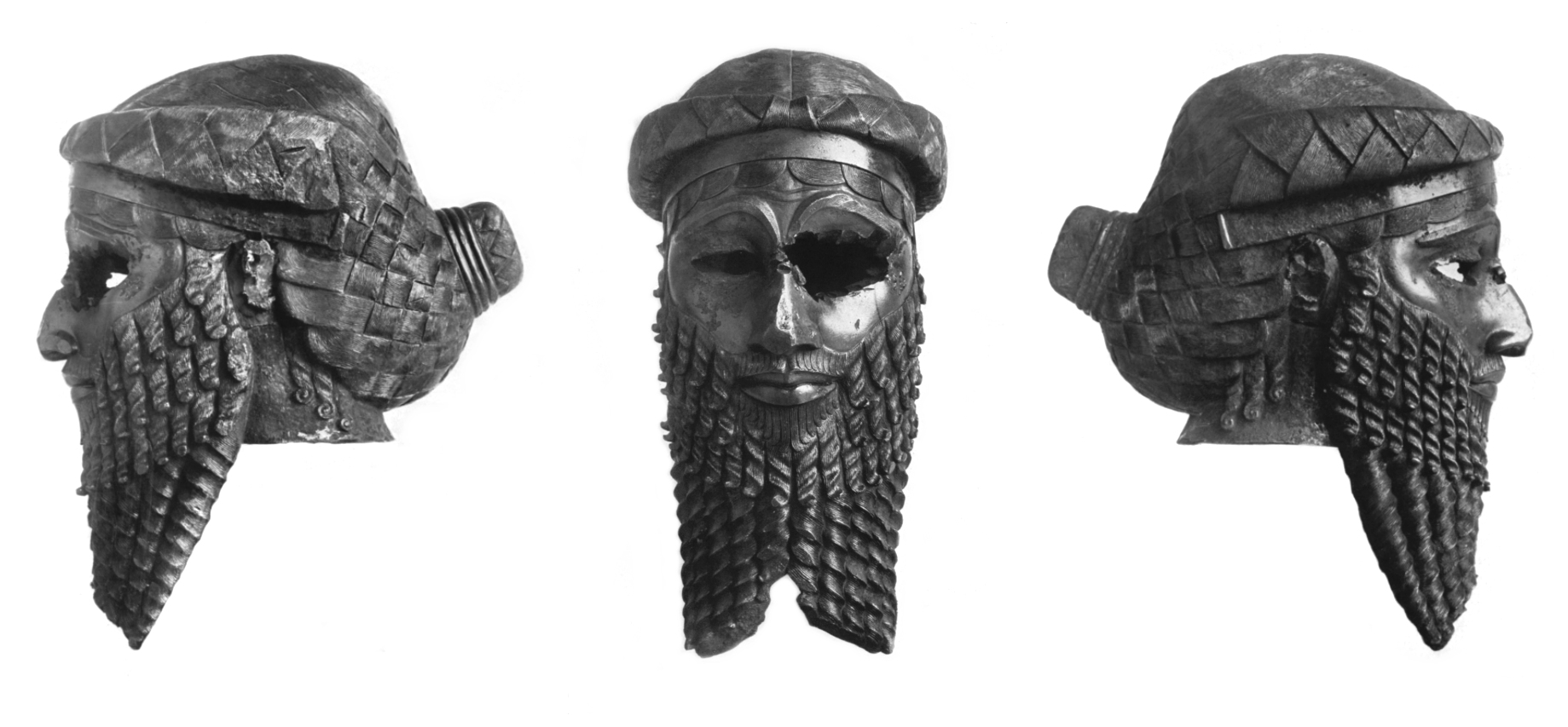
„Maska Sargona” po renowacji w 1936. Współcześnie uważa się, że prezentuje ona wnuka Sargona, Naram-Sin, a nie samego Sargona

Jest to napisany w narracji pierwszoosobowej nowoasyryjski tekst z VII wieku p.n.e. Nadano mu charakter autobiograficzny, w którym autor ustami samego władcy opowiada historię jego narodzin i drogi do objęcia władzy królewskiej. Zgodnie z nim Sargon był synem wysokiej rangą kapłanki związanej z miastem Azupiranu, ojciec przyszłego władcy miał być mu nieznany. Urodziwszy przyszłego króla, matka włożyła go do zabezpieczonego bitumem koszyka i puściła z biegiem rzeki, niemowlę zostało jednak odnalezione, wychowane i wyuczone zawodu przez ogrodnika o imieniu Akki. Znane są jedynie fragmenty całego tekstu.
Badacze zwracają uwagę na wiele podobieństw pomiędzy historią Sargona i Mojżesza. Niektórzy identyfikują akadyjskiego władcę z biblijnym Nimrodem.

## Dziedzictwo
Sargon z Akadu jest czasem identyfikowany jako pierwsza osoba w historii świata, która rządziła imperium, chociaż wcześniejsi władcy sumeryjscy, tacy jak Lugalzagesi mogą go poprzedzać w tej kwestii. Rządy Sargona były zwiastunem długiej historii imperiów semickich na starożytnym Bliskim Wschodzie, które po krótkiej przerwie w okresie nowosumeryjskim, trwały blisko 1500 lat, aż do podboju państwa nowobabilońskiego przez Achemenidów.
Sargon był wzorem dla mezopotamskich królów przez prawie dwa tysiące lat po swojej śmierci. Władcy asyryjscy i babilońscy, którzy utworzyli swoje imperia w Mezopotamii, uważali się za spadkobierców imperium Sargona.
Babiloński król Nabonid wykazywał duże zainteresowanie historią dynastii akadyjskiej. Za jego panowania prowadzono wykopaliska wokół ruin pałaców Sargona i jego następców.